# Сервіс порівняння цін
У інтернеті сервіс порівняння цін (price comparison service), або прайс-агрегатор дозволяє людям бачити різні списки цін на конкретні товари. Більшість сервісів порівняння цін не продає самі продукти, але вони є джерелом цін від роздрібних продавців, у яких користувачі можуть купити товар. Наприклад, у Великій Британії ці послуги склали між 120 і 140 млн фунтів доходу в 2005 році.

## Історія
Інтернет-бум кінця 1990-х зробив порівняння цін прибутковим бізнесом. Послуги порівняння цін були спочатку реалізовані у вигляді клієнтських надбудов у браузерах Netscape і Internet Explorer, і вимагали завантаження та встановлення додаткового програмного забезпечення. Після цих початкових зусиль, порівняння товарів мігрувало на сервери, так що послуга стала доступною для будь-кого, хто мав встановлений у своєму комп'ютері браузер. Сьогодні ж послуги з порівняння цін пропонуються великими сайтами і порталами.

### Покупка товарів
Наприкінці 1990-х, що більше людей отримувало доступ до інтернету, то більше було утворено торгових порталів, де були розміщені рітейлери конкретних категорій товарів. Ці перераховані компанії сплачували сайту фіксовану плату за появу. Це виглядало трохи більше, ніж онлайн-версія Жовтих сторінок. По тому, як технологія покращилась, створюється нова «порода» торгових вебпорталів, які змінюють як бізнес-модель так і пропоновані можливості та функціональність. Ці сайти вже не «агрегували» канали даних, надані від рітейлерів, вони самі шукали та вилучали дані безпосередньо з кожного сайту рітейлерів. Це дозволило отримати набагато повніший перелік рітейлерів та можливість оновлення даних в режимі реального часу.
Загальні портали і пошукові системи започаткували аналогічні послуги, а компанії, які зробили ставку на отримання прибутків від розширення інтернет-торгівлі (особливо компанії, що працюють з кредитними картками і з доставки товарів) запустили подібні сайти. З тих пір багато з цих послуг закриті.[джерело?]

### Послуги
Впродовж 1998 і 1999 років різні фірми розробили технологію, що забезпечувала пошук цін по вебсайтах рітейлерів і збереження їх у центральній базі даних. Потім користувачі могли шукати продукт і бачити список рітейлерів та цін на цей продукт. Рекламодавці не платили за те, щоб попасти до списку, але платили за кожен клік (натискування) на ціну. Streetprices, заснована в 1997 році, була однією з перших компаній в цьому просторі. У 1998 році вона стала винахідником цінових графіків та оповіщення електронною поштою. Ці корисні сервіси дозволили користувачам бачити зміну найвищих та найнижчих цін будь-якого продукту з плином часу і попереджати за запитом електронною поштою, коли ціна продукту падає до бажаного рівня. Інші пошукові системи цін також еволюціонували, щоб забезпечити споживачів складними інструментами відстеження цін, такими як оповіщення зниження цін та відстеження історії цін.

## Об'єднання і придбання

### 1997
- Excite придбав у Вашингтонського Університету щойно створений Netbot для звичайних акцій за ціну близько 35 млн доларів.[5]

### 1998
- Inktomi[en] придбав C2B Technologies для звичайних акцій за ціну близько 160 млн доларів.[6]

### 2000
- Kelkoo об'єдналася з Dondecomprar і ShopGenie. Пізніше у тому ж році Kelkoo і ZoomIt завершили своє злиття з ZoomIt вартістю 100 мільйонів фунтів стерлінгів[7]. Інвесторам Kelkoo належить приблизно дві третини об'єднаної компанії.
- CNet придбав mySimon для звичайних акцій на суму близько 700 млн доларів.[8]
- Роботу ShopSmart відновлено за власності Barclays.[9]

### 2001
- Британська Power Ltd. запускає сайт ukpower п'ятий, затверджений Ofgem, онлайн сервіс порівняння цін газу та електроенергії. Сервіс затверджено Ofgem у листопаді 2001 року.

### 2002
- Barclays оголосили, що вони були близькі до закриття ShopSmart з перенаправленням усього трафіку на Kelkoo.[10]

### 2003
- Dealtime[en] придбав Epinions[en][11]

### 2004
- Kelkoo придбаний Yahoo за 475 млн євро.[12]
- PriceRunner[en] придбана ValueClick за 29 млн доларів плюс акції.[13]

### 2005
- eBay придбав Shopping.com[en] за 620 млн доларів.[14]
- E.W. Scripps придбала Shopzilla[en] за 525 млн доларів.[15]
- Experian придбає PriceGrabber[en] за 485 млн доларів.[16]

### 2006
- У березні компанія Google придбала систему порівняння цін Long Tail від Dulance Inc., що базується в Москві, Росія.[17]
- У липні Idealo перейшла до медіа-компанії Axel Springer, що придбала 74.9 % Idealo Internet GmbH за невідому суму.[18]
- У жовтні LAN Services LLC купив SmarterDeals.com за невідому суму. Сайт надає порівняння цін на комп'ютерне обладнання, програмне забезпечення та портативну електроніку.

### 2007
- MeziMedia (що є власником Smarter.com) придбана ValueClick за ціну до 352 млн доларів.[19]
- У червні, приватна інвестиційна компанія Providence Equity Partners купив дві третини NexTag[en].[20]
- У серпні Hearst Corporation купила Kaboodle за ціною близько 30 млн доларів.[20]
- У жовтні Microsoft купила Jellyfish.com[en] за 50 млн доларів.[21]

### 2008
- Greenfield Online (власник Ciao) придбана Microsoft за ціну до 486 млн доларів.[22]

### 2010
- 2010-03-11: Yahoo Shopping, США закривається і стає під управління Price Grabber.[23][24]
- 2010-07-13: eBay запускає корейський сайт порівняння цін about.co.kr.[25]
- 2010-07-15:. Kelkoo оголошує про запуск сайту порівняння цін Kelkoo.com, США[26]
- 2010-07-30: Програму Bing, США (cashback.com) було припинено і в наш час[коли?] перетворено у класична система порівняння цін.
- 2010-08-20: Google придбав Like.com, візуальну торгову систему.[27]
- 2010-09-06: News Digital Media[en] (Австралія) оголосила, що вона придбала 100 % акцій австралійського сайту порівняння цін GetPrice.com.au.[28][29]
- 2010-11-09: NexTag[en] оголошує про придбання nextcoupons.com[30]

### 2011
- 2011-03-07: Google придбає британський сайт фінансових порівнянь Beatthatquote.com[en], США 61.5 млн доларів.[31][32]

## Технологія
Сайти порівняння цін можуть збирати дані безпосередньо від продавців. Рітейлери, які хочуть внести свої продукти до списку на сайт, надають власні списки товарів і цін, а ті списки зіставляються з вихідними цінами у базі даних. Це робиться шляхом комбінації методів вилучення інформації, нечіткої логіки (fuzzy logic) і людської праці.
Сайти порівняння можуть також збирати дані за допомогою каналу даних. Торговці надають інформацію в електронному вигляді у встановленому форматі. Ці дані потім імпортуються сайтом порівняння. Деякі інші компанії забезпечують консолідацію потоків даних, так, що сайтам порівняння не доведеться імпортувати інформацію від різних торговців. Партнерські мережі, такі як LinkShare, Commission Junction та TradeDoubler збирають канали даних з багатьох торговців і передають їх сайтам порівняння цін. Це дає можливість сайтам порівняння цін отримувати прибуток від продуктів, що містяться в каналах даних, заробляючи на комісії від кожного кліку, що проходить по їх трафіку.
В останні роки було розроблено багато програмних рішень, які дозволяють власнику сайта брати дані інвентаризації вебсайтів порівняння цін, щоб розміщати роздрібні ціни (контекстні оголошення) на своєму блозі або контентному вебсайті. У свою чергу власники контент-сайтів отримують невелику частку прибутку, що зароблений сайтом порівняння цін. Це часто називають: бізнес-модель розподілу прибутку.
Інший підхід полягає в скануванні Інтернету за цінами. Це означає, сервіс порівняння сканує вебсторінки рітейлерів для отримання ціни замість того, щоб покладатися на поставку цієї інформації від них. Цей метод також іноді називають «вишкрібання» (англ. scraping) інформації. Деякі, в основному невеликі незалежні сайти самотужки використовують цей метод, щоб отримати ціни безпосередньо з сайтів, що вони використовують для порівняння.
Ще один підхід полягає в зборі даних за допомогою методу краудсорсинґу. Це дозволяє системі порівняння цін збирати дані практично з будь-якого джерела без необхідності створення інтернет-сканера або організації потоків даних, але за рахунок зниження повноти даних. Сайти, які використовують цей метод, можуть дозволяти відвідувачам самим вносити дані про ціни. На відміну від форумів, що також збирають інформацію з відвідувачів, сайти порівняння цін, що використовують цей метод, збирають відповідні дані і додають їх до основної бази даних через загальні інструменти фільтрації, штучного інтелекту, або людську працю. Ті, хто вносять дані, можуть бути винагороджені за свої зусилля через призи, грошові кошти або інші соціальні стимули. Wishabi, канадський сайт порівняння цін, є одним із прикладів, що використовує цю техніку на додаток до інших, згаданих раніше.
Тим не менш, деяка комбінація цих двох підходів є найбільш часто використовувана. Деякі пошукові системи починають змішувати інформацію зі стандартних каналів з інформацією з місць, де ідентифікатори товарних позицій (SKU) недоступні.
Подібно до пошукової технології, сайти порівняння цін в наш час[коли?] породжують спеціалістів з «оптимізації сайтів порівняння», які намагаються збільшити популярність в сайтів порівняння шляхом оптимізації назви, ціни і змісту. Однак, це не завжди має однаковий ефект, у зв'язку з різними бізнес-моделями у порівнянні цін.
Бюро патентів США 29 червня 2010 року надало патент на Систему і метод внесення даних електронної комерції, процесу цитування та замовлень на окремо або інтегрований портал, який дозволяє порталу робити порівняння цін на продукти/послуги з параметрами [джерело?].

### Мобільний ринок
Мобільне порівняння цін зростаючий сектор сайтів/додатків порівняння. Через ньюанси розробки мобільних додатків, приймаються різні стратегії представлення продукту. SMS-представлення продуктів дозволяє користувачам знаходити ціни на продукцію на основі SMS взаємодії (наприклад, TextBuyIt від Amazon), мобільні вебдодатки дозволяють користувачам переглядати вебсайти, оптимізовані під мобільні пристрої (наприклад, Google Product Search для мобільних пристроїв) і, врешті, власний клієнтський додаток, встановлений на пристрій, що пропонує такі функції як сканування штрих-коду (наприклад, додатки Barnes і Noble iPhone).

## Бізнес-моделі
Сайти порівняння цін як правило, не беруть з користувачів плату за користування сайтом. Замість цього вони отримують прибуток через платежі від рітейлерів, що розміщені на сайті. Залежно від конкретної моделі бізнесу сайту порівняння товарів і цін, рітейлери будуть або платити фіксовану плату, що зазначена на сайті, або вносити плату кожен раз, коли користувач клікає (через сайт порівняння товарів) на товар з вебсайту продавця або платити кожен раз, коли користувач завершує задану дію — наприклад, коли він щось купив або зареєструвався, використовуючи свою адресу електронної пошти. Сайти порівняння цін отримують великі обсяги потоків даних про товари і послуги, що охоплюють багато різних рітейлерів з партнерських мереж, таких як LinkShare і Commission Junction. Є також компанії, що спеціалізуються на консолідації каналів даних з метою порівняння цін і беруть плату з користувачів за доступ до цих об'єднаних даних. Коли продукція з цих каналів відображаються на їх сайтах, то вони отримують гроші кожен раз, коли відвідувач клікає (натискає) через них на сайт продавця і купує щось. Результати пошуку можуть бути відсортовані за сумою оплати, отриманої від продавців, що перераховані на сайті.

## В Україні
На сьогодні в Україні існує декілька великих порталів, що надають сервіси порівняння цін, що відповідають визначенню партнерських торговельних мереж (affiliate network). До них можна віднести:
- Hotline.ua
- E-katalog.ua
- Price.ua

Станом на 2023 рік основними й найбільш авторитетними прайс-агрегаторами України можна відзначити лише Хотлайн та Е-Каталог. По даним SimilarWeb тільки ці агрегатори змогли утримати та наростити аудиторію (щомісячна відвідуваність 7млн для Хотлайн та 5млн для Е-Каталог) а інші агрегатори не змогли втримати аудиторію.